# Ritchie Blackmore
Richard Hugh Blackmore (ur. 14 kwietnia 1945 w Weston-super-Mare) – brytyjski gitarzysta, współtwórca zespołów Deep Purple, Rainbow oraz Blackmore’s Night. 
W 2003 został sklasyfikowany na 55. miejscu listy 100 najlepszych gitarzystów wszech czasów magazynu Rolling Stone. W 2004 znalazł się na 16. miejscu listy 100 najlepszych gitarzystów heavymetalowych wszech czasów magazynu Guitar World.

## Życiorys

### Początki
W wieku dwóch lat przeniósł się wraz z rodzicami do Heston. Swoją pierwszą gitarę dostał od ojca w wieku jedenastu lat. Wtedy też zaczął pobierać lekcje gry na gitarze klasycznej, co miało duży wpływ na jego muzyczne ukształtowanie oraz na przyszły styl gry. Wiele skomponowanych przez niego rockowych utworów nawiązuje swą melodyką do klasyki.
Muzyka poważna szybko znudziła, młodego wówczas, gitarzystę, który chciał grać szybciej i głośniej. Pod koniec lat 50 nawiązał kontakt z mieszkającym niedaleko muzykiem sesyjnym Jimem Sullivanem. Przez kolejne dwa lata Sullivan kształcił Blackmore’a oraz wprowadził go w świat profesjonalnych muzyków. Blackmore rozpoczął w krótkim czasie współpracę z wieloma zespołami. Pierwszym, w którym grał i z którym występował, był 2 I’s Coffee Bar Skiffle Group. Następne grupy zmieniał bardzo często – wśród nich były: The Delfonics, The Dominators, The Satelites, Mike Dee & The Jaywalkers, The Condors. W tamtym okresie pracował także na lotnisku Heathrow jako radiomechanik.
W 1962 roku Blackmore został po przesłuchaniu przyjęty do zespołu The Savages, którego liderem był Screaming Lord Sutch. Jak sam wspominał, występy z tą grupą ukształtowały jego sceniczny wizerunek i sposób zachowania. Muzyk był w tamtych czasach nieśmiały, a praca z Sutchem dodała mu pewności siebie. Przez wiele lat kariery Blackmore słynął ze swych nieobliczalnych zachowań scenicznych, połączonych z niszczeniem sprzętu.
Po kilkumiesięcznej pracy z Lordem Sutchem Blackmore dołączył do równie ważnego w jego karierze zespołu, The Outlaws. Zaowocowało to pierwszym singlem „Return of the Outlaws” / „Texan Spiritual”. Była to muzyka inspirowana twórczością The Shadows i Dzikim Zachodem. Sesje zespołu prowadził Joe Meek, który wykorzystywał członków The Outlaws jako muzyków akompaniujących różnym znanym wówczas wykonawcom.
Na początku 1964 roku Outlaws nagrali singiel „Keep a Knocking” / „Shake with Me”. Muzyka ta była zupełnie odmienna od poprzedniego „kowbojskiego” dokonania. Oba nagrania były ostre i hałaśliwe, a solo, które zagrał w piosence pt. „Shake with Me” zostało docenione przez jego ówczesnych idoli: Jimiego Hendriksa i Jeffa Becka.
Z powodu braku pieniędzy Blackmore opuścił The Outlaws i zaczął grać z grupą The Wild Boys, akompaniującą wokaliście Heinzowi Burtowi. Nazwisko Blackmore’a zostało uwiecznione na okładce jedynego wydawnictwa tego wykonawcy, A Tribute to Eddie. Współpraca z Burtem trwała pół roku. Blackmore był w tamtym okresie gitarzystą sesyjnym i często musiał wybierać pomiędzy pracą w studio a wyjazdami na koncerty. Cały czas nie mógł zarobić na swe utrzymanie, więc po raz kolejny zmienił zespół.
Na początku 1965 roku grał z Neilem Christianem i zespołem The Crusaders, później na krótko dołączył do The Outlaws, który przekształcił się w Ritchie Blackmore Orchestra. Zespół nagrał singiel z utworami „Getaway” / „Little Brown Jug”. W tym samym składzie, lecz pod nazwą The Lancasters zespół wydał singiel „Satan’s Holiday” / „Earthshaker”.
W marcu 1965 Blackmore powtórnie zaczął pracować z Lordem Sutchem. Tym razem nagrał z tym zespołem singiel „Honey Hush” / „The Train Kept a-Rollin’”. Sytuacja na rynku muzycznym nie dawała gitarzyście satysfakcji. Zaczęło się zapotrzebowanie na zespoły wokalne grające lekką i łatwą muzykę. Zniechęcony tymi doświadczeniami, przyłączył się wraz z dwoma kolegami z The Savages do zespołu Jerry’ego Lee Lewisa. Muzycy odbyli trasę po Niemczech i po jej zakończeniu trzech członków zespołu (w tym Ritchie) postanowiło pozostać w tym kraju. Blackmore założył z nimi zespół The Three Musketeers, który przetrwał kilka tygodni i po zagraniu jednego koncertu rozpadł się w styczniu 1966 roku.
Pomiędzy styczniem a kwietniem 1966 roku Blackmore wziął udział w kilku sesjach nagraniowych dla niemieckiego Polydoru. Następnie grał z Ronnym Jonesem, by na kilka miesięcy trafić do zespołu The Crusaders Neila Diamonda. Kolejną grupą muzyka był zespół The Trip, z którym odbył on trasę po Włoszech i powrócił znów do Lorda Sutcha, który swój zespół przemianował na The Roman Empire. Grupa ta występowała na scenie w strojach rzymskich legionistów. Muzycy odbyli trasę po Niemczech, a Blackmore po jej zakończeniu przyłączył się znów do The Crusaders. W międzyczasie gitarzysta poznał swą przyszłą żonę, Niemkę o imieniu Babs (od dwóch lat był już żonaty z Margrit, także Niemką) i postanowił pozostać w Hamburgu. Pomiędzy majem 1967 a styczniem 1968 Blackmore nie robił nic konkretnego. Mieszkał z nową dziewczyną, był na jej utrzymaniu i całymi dniami ćwiczył na gitarze. Na kilka tygodni założył także zespół o nazwie Mandrake Root, który nie zagrał żadnego koncertu, i udzielił się na paru sesjach z Bozem Burrellem, w których na perkusji zagrał Ian Paice, a na instrumentach klawiszowych Jon Lord. Muzycy ci już wkrótce mieli się stać stałymi współpracownikami gitarzysty.

### Deep Purple (1968–1975)
Pod koniec 1967 roku Blackmore otrzymał propozycję przystąpienia do nowo tworzonego zespołu o nazwie Roundabout. Z braku lepszych perspektyw zdecydował się na dołączenie do grupy. Zespół odbył swą pierwszą trasę po Skandynawii i wkrótce zmienił nazwę na Deep Purple, która była pomysłem gitarzysty. Pierwszy skład (Blackmore, Lord, Paice, Evans, Simper) nie odniósł sukcesu. Muzyka zespołu na trzech pierwszych albumach wykazywała niezdecydowanie stylistyczne, a najważniejszy wówczas w zespole Lord (klawisze) zmierzał w kierunku łączenia rocka z muzyką orkiestrową. Blackmore, Lord i Paice rozumieli się dobrze na płaszczyźnie muzycznej i prezentowali podobnie wysoki poziom opanowania swoich instrumentów. Podjęli decyzję o zwolnieniu z zespołu Simpera i Evansa, którzy nie byli wystarczająco dobrymi muzykami.
Wraz z odejściem Simpera i Evansa i zastąpieniem ich przez Glovera i Gillana, Blackmore przejął rolę lidera i poprowadził zespół w kierunku rocka. Wydane przez drugi skład albumy weszły do kanonu muzyki rockowej, a Blackmore zasłynął dzięki nim jako jeden z najlepszych gitarzystów na świecie. Szczególnie nagrania koncertowe ukazują go jako wirtuoza tego instrumentu, potrafiącego przejść od łagodnych dźwięków, poprzez zaawansowane technicznie solo, aż do zupełnej kakofonii, zakończonej zniszczeniem instrumentu.

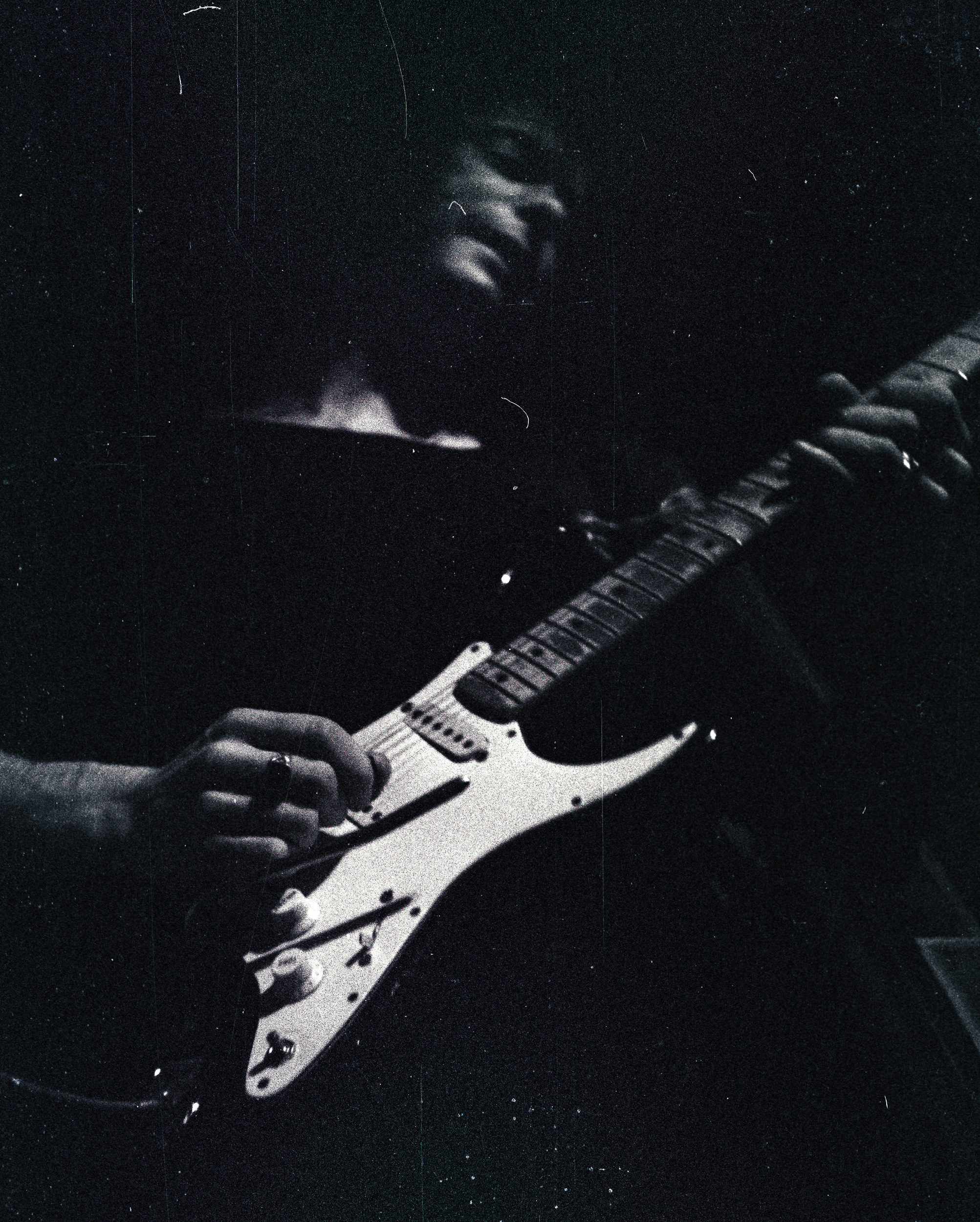
Ritchie Blackmore wraz z zespołem Deep Purple, koncert w Hanowerze, rok 1970

Drugi skład Deep Purple funkcjonował w latach 1969–1973. Tymczasem gitarzysta udzielił się w kilku pobocznych projektach. Na przełomie marca i kwietnia 1970 roku wziął udział w projekcie Green Bullfrog, gdzie spotkał się ze swym dawnym nauczycielem Jimem Sullivanem oraz kolegą z Deep Purple, Ianem Paice’em. Nagrania z tych sesji zostały wydane rok później. W czerwcu 1971 Blackmore wziął udział w Carlsharlton Park Rock’n’Roll Festival, na zaproszenie Lorda Sutcha, który na tę okoliczność zebrał wiele znanych osobistości brytyjskiego rocka. Projekt ten nazwano Lord Sutch & Heavy Friends.
Sukces i wynikające z niego tempo pracy spowodowały ostatecznie rozłam w zespole. Blackmore, który miał bardzo trudny charakter, przestał odpowiadać Gillanowi jako lider Deep Purple. Nie akceptował on dominacji gitarzysty i postanowił odejść z zespołu. Blackmore zadecydował, żeby zwolnić również Glovera, z którym Gillan był w przyjacielskich stosunkach. Sam także nosił się z zamiarem opuszczenia zespołu. Marzeniem gitarzysty było w tamtym okresie granie bluesa, a odejście Glovera było warunkiem jego pozostania w zespole.
Pod koniec roku 1971 (a więc długo przed odejściem Gillana i Glovera) Ritchie założył grupę Baby Face, z którą odbył próby i zarejestrował kilka muzycznych pomysłów niewydanych do dzisiaj. W skład weszli obok gitarzysty: Ian Paice (perkusja) oraz Phil Lynott z zespołu Thin Lizzy (bas i śpiew). Trio szybko się rozwiązało. Natomiast w 1973 roku Ritchie gościnnie wystąpił też na albumie zespołu Randy Pie and Family i nagrał z nim utwór „Hurry to the City”.
Po odejściu Gillana Blackmore chciał zatrudnić w Deep Purple Paula Rodgersa, wokalistę zespołu Free, ale ten odrzucił jego propozycję. Za namową Jona Lorda Blackmore postanowił pozostać w Deep Purple i w tym zespole realizować swe nowe pomysły. Zdecydowano się poszukać nowych, nieznanych muzyków na miejsca Gillana i Glovera. Po długich przesłuchaniach przyjęto Davida Coverdale’a jako wokalistę i Glenna Hughesa jako śpiewającego basistę. W tym składzie zespół nagrał dwa albumy. Z pierwszego (Burn) muzycy byli bardzo zadowoleni, choć krytycy oceniali album różnie. Natomiast na drugim (Stormbringer) forsowanie pomysłów nowych członków grupy sprawiło, że muzyka Deep Purple z hard rocka zmieniła się w funk rocka. Blackmore nie był w momencie pracy nad tym albumem w pełni zaangażowany, ponieważ rozwodził się z żoną. Po nagraniu płyty był z niej bardzo niezadowolony. Oprócz zarejestrowania dwóch albumów Deep Purple w 1974 roku Blackmore grał też w utworze „I Survive” Adama Faitha.
Podczas pracy nad albumem Stormbringer oprócz mniejszego zaangażowania gitarzysty w tworzenie pojawiły się napięcia pomiędzy nim a Jonem Lordem. Ritchie zaczął znów myśleć o odejściu z zespołu. 
Pod koniec amerykańskiej trasy promującej nowy album (grudzień 1974) gitarzysta rozpoczął na Florydzie nagrania z muzykami zespołu Elf, który od dłuższego czasu wspierał na koncertach Deep Purple. Gitarzyście tak spodobała się praca z nowym składem, że już w lutym 1975 roku nagrał z nim cały album. Początkowo miało to być dzieło solowe, planowane jako krótki odpoczynek od grania w Deep Purple, ale pod koniec europejskiej części trasy Stormbringer Blackmore podjął decyzję o odejściu z Deep Purple.

### Rainbow (1975–1984)

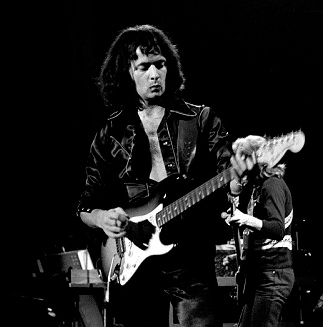
Koncert zespołu Rainbow w Oslo, 1977

Album Ritchie Blackmore’s Rainbow ukazał się w maju 1975 roku i był powrotem do rockowej stylistyki. Wkrótce nazwa nowego zespołu została skrócona do słowa Rainbow. Blackmore koncertował i nagrywał z tą grupą przez kolejne 9 lat. Rainbow brzmiał nieco inaczej od Deep Purple. Podstawową różnicą było sprowadzenie instrumentów klawiszowych do roli podkładowej, a prym wiodła gitara. Na koncertach Blackmore popisywał się improwizacjami, a utwory wykonywane na żywo trwały często po kilkanaście minut. Gitarzysta dawał wyraz swojej sympatii do muzyki dawnej i wplatał do repertuaru zespołu klasyczne motywy. Pozycja lidera dawała możliwość dobierania sobie muzyków wedle upodobań, dlatego na każdym albumie Rainbow grał inny skład. W pierwszym okresie działalności zespół Rainbow grał hard rocka. Był to najciekawszy pod względem artystycznym czas dla tego zespołu, kiedy wokalistą był Ronnie James Dio, obdarzony charakterystycznym, mocnym głosem.
Pod koniec lat 70. Blackmore postanowił zwrócić się w stronę prostszych i bardziej przebojowych kompozycji. Zreformował skład zespołu, w którego składzie m.in. znaleźli się Graham Bonnet (śpiew) i Roger Glover (gitara basowa). Glover od tego czasu stał się producentem płyt Rainbow. Po zaledwie kilkunastu miesiącach Bonnet został zastąpiony przez Joe Lynna Turnera i z tym wokalistą utrzymano poprockową stylistykę.
W czasach Rainbow Blackmore na zaproszenie innych muzyków występował i nagrywał też gościnnie. W 1976 roku gitarzysta wystąpił na jednym z koncertów zespołu Sweet, z którym na bis zagrał „All Right Now By Now”. Nagranie ukazało się oficjalnie w 1996 roku. Cztery lata później można było usłyszeć gitarę Blackmore’a w utworze „I Call, No Answer” Jacka Greena.
Na początku lat 80. pojawił się pomysł, żeby Deep Purple powrócił na sceny w swym najbardziej znanym składzie. Blackmore był cały czas zajęty graniem w Rainbow i reaktywacja zespołu mogła nastąpić dopiero w 1984 roku. Zespół Rainbow zakończył swoją działalność trasą koncertową po Japonii, z towarzyszeniem orkiestry symfonicznej.

### Reaktywacja Deep Purple (1984–1993)

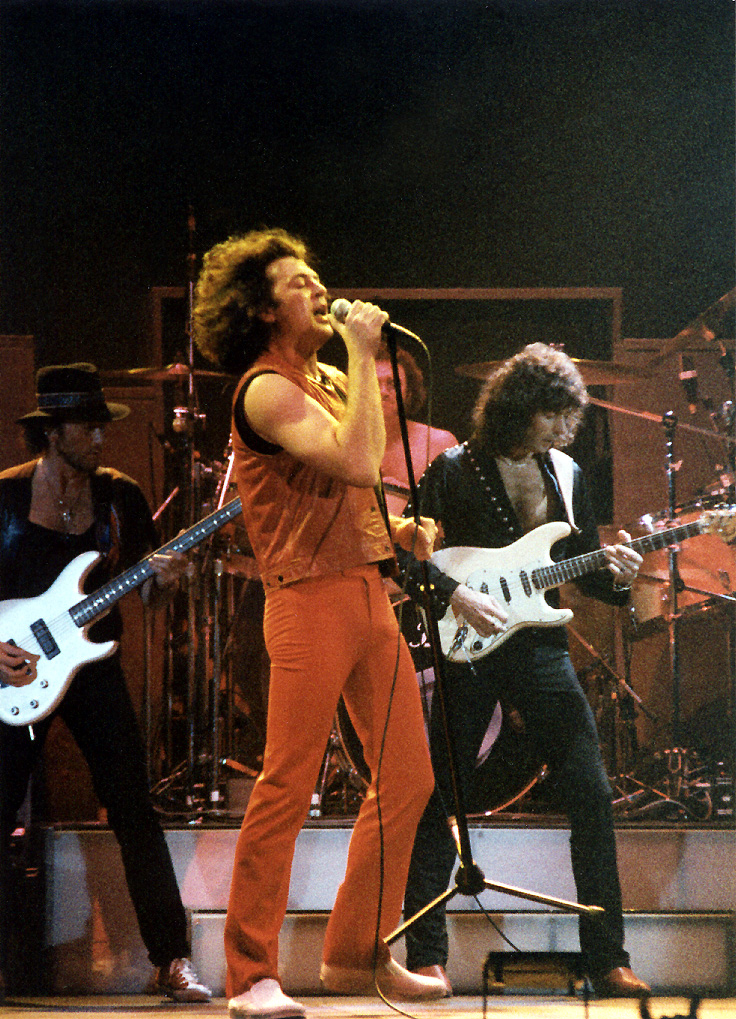
Koncert Deep Purple w San Francisco, 1985

W kwietniu 1984 roku doszło do spotkania muzyków drugiego składu Deep Purple i tym samym do wskrzeszenia zespołu. W latach 70 wszyscy członkowie zespołu byli na równych prawach. Natomiast dekadę później gitarzysta, przyzwyczajony do kierowania Rainbow, zdominował pozostałych muzyków. Zespół zdążył wydać dwa albumy (Perfect Strangers i The House of Blue Light) i odnowił się dawny konflikt Blackmore’a i Gillana. Gitarzysta miał bardzo mocną pozycję w grupie, dlatego w 1989 roku zdecydowano się usunąć wokalistę ze składu.
Blackmore niedługo później przekonał kolegów do pomysłu przyjęcia w roli wokalisty Joe Lynna Turnera, byłego członka Rainbow. W tamtym okresie miał także zamiar reaktywować Rainbow, lecz nie doszło to do skutku. Muzycy Deep Purple nagrali z Turnerem album (Slaves and Masters), promowany trasą koncertową. Po raz pierwszy przy tej okazji zespół dotarł do Polski, we wrześniu 1991 roku.
W pierwszych latach dekady Blackmore udzielił się po raz kolejny w gościnnych nagraniach. W 1990 roku muzyk wraz z wieloma znanymi wykonawcami rockowej sceny nagrał pod szyldem Rock Aid Armenia nową wersję utworu „Smoke on the Water”. Dochód z tego przedsięwzięcia przeznaczony był dla mieszkańców Armenii, których nawiedziło dwa lata wcześniej trzęsienie ziemi. W 1992 roku Blackmore zagrał w utworze „Guitare Heraut” na albumie francuskiego wykonawcy Laurenta Voulzy.
Podczas pracy nad kolejnym materiałem muzycy doszli do wniosku, że Turner nie pasuje do zespołu. Dążył on w stronę zbyt popowych kompozycji, które mogły być kojarzone z Rainbow lat 80, a takich porównań zespół chciał uniknąć. Zbliżała się 25 rocznica założenia Deep Purple i pomimo sprzeciwów gitarzysty do składu wrócił Gillan.
Blackmore od samego początku był wrogo nastawiony do wokalisty. Album The Battle Rages On..., który zespół wydał w 1993 roku, był tradycyjnie promowany trasą koncertową. Podczas występów Blackmore potrafił grać doskonale, ale zdarzały się koncerty, kiedy nie wychodził przez pół utworu zza wzmacniaczy albo maksymalnie skracał swoje sola. Szybko podjął decyzję o odejściu z grupy, co nastąpiło 17 listopada 1993 roku w Helsinkach, po zakończeniu europejskiej części trasy.

### Pierwsze wznowienie Rainbow (1993–1997)
Jeszcze jako członek Deep Purple, w roku 1991, Blackmore poznał pracującą dla jednej z amerykańskich stacji radiowych Candice Night. Po odejściu z Deep Purple chciał z nią stworzyć zespół grający zupełnie inną muzykę. Muzyk był jednak związany solowym kontraktem, który podpisał przed odejściem z zespołu i musiał nagrać album w rockowym stylu, z którego był dotąd znany. Przez cały 1994 rok Ritchie kompletował zespół, z którym mógłby nagrać ten album. Grywał w Nowym Jorku z lokalnymi zespołami i z nich wybierał najlepszych instrumentalistów. Pierwotnie zespół miał nosić inną nazwę, ale wytwórnia przekonała Blackmore’a do użycia szyldu Rainbow. Album pt. Stranger in Us All ukazał się we wrześniu 1995 roku, po czym zespół udał się w trasę. Koncerty z przerwami trwały aż do 1997 roku. 
W 1996 roku Blackmore zagrał pomiędzy wieloma różnymi muzykami na albumie będącym hołdem dla zespołu The Shadows, w utworze „Apache”. Na przełomie lat 1996 i 1997 ukazała się kolejna wersja „Smoke on the Water”, nagrana przez Pata Boone’a, w której nagraniu Blackmore wziął udział.

### Blackmore’s Night (od 1997)

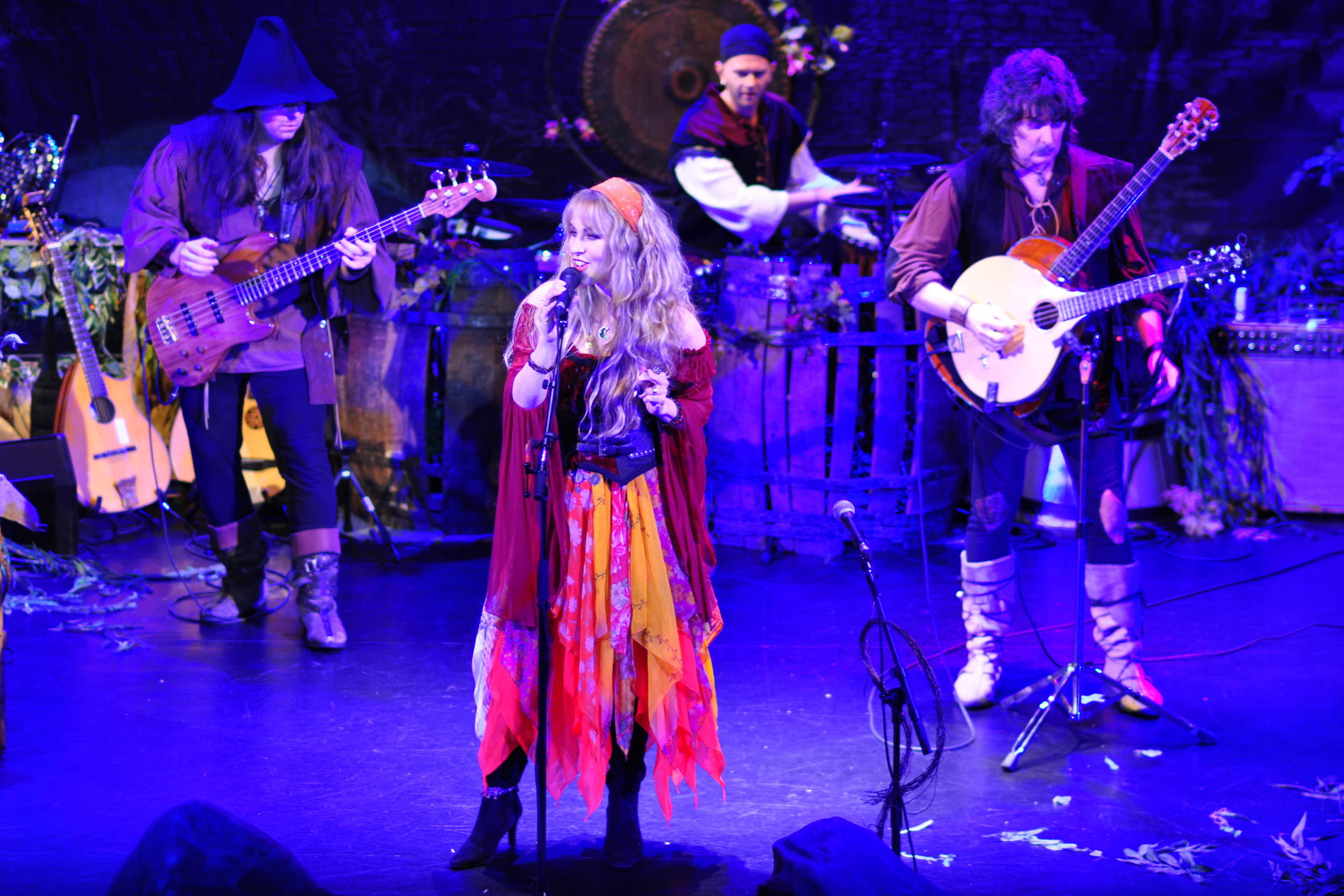
Koncert zespołu Blackmore’s Night w Tarrytown Music Hall, 2012

W maju 1997 został wydany pierwszy album nowego zespołu Blackmore’a – Blackmore’s Night. Zakończył się też jego ścisły związek z muzyką rockową, z której był znany przez całą swoją dotychczasową karierę. Blackmore zwrócił się w stronę brzmień akustycznych, a gitara elektryczna pojawiała się tylko w niektórych utworach. Muzykę Blackmore’s Night stanowią często utwory sprzed kilku stuleci, napisane przez innych kompozytorów, aranżowane na nowo przez Blackmore’a z zachowaniem akustycznego brzmienia i z dodanymi tekstami Candice Night, żony gitarzysty.
W 2001 roku Blackmore udzielił się w nagraniu utworu „Goettliche Devise” zespołu Die Geyers Schwarzenhaufen.
Zespół Blackmore’s Night wydał albumy: Shadow of the Moon, Under a Violet Moon i podczas trasy promującej trzeci album Fires at Midnight po raz pierwszy dotarł do Polski. W kwietniu 2002 roku zagrał koncert w Zabrzu. Kolejna trasa „Ghost of a Rose” również objęła Polskę w 2003 roku. Koncerty miały miejsce w Kopalni Soli w Wieliczce oraz w Teatrze Roma w Warszawie. W 2006 roku wydano album The Village Lanterne z gościnnym udziałem Joe Lynn Turnera w zaaranżowanym na nowo utworze z repertuaru Rainbow, „Street of Dreams”. W maju 2008 roku zespół rozpoczął trasę koncertową koncertem w Płocku. Niedługo potem ukazał się album Secret Voyage. W 2010 roku Blackmore’s Night wydał album Autumn Sky, dedykowany córce Blackmore’a – Autumn Esmeraldzie, która urodziła się podczas prac nad nową muzyką. W 2012 roku zespół wydał wydawnictwo koncertowe pt. A Knight in York. W czerwcu 2013 roku zespół opublikował album Dancer and the Moon, który zawiera m.in. utwór instrumentalny dedykowany zmarłemu Jonowi Lordowi, byłemu muzykowi zespołu Deep Purple. W roku 2015 zespół wydał album All Our Yesterdays. Dyskografię zespołu Blackmore’s Night uzupełniają koncertowe wydawnictwa Past Time With Good Company z 2003 roku oraz CD dodane do DVD Paris Moon, z zapisem koncertu z Paryża z 2007 roku. 

### Drugie wznowienie Rainbow (od 2016)
W czerwcu 2016 r. gitarzysta reaktywował Rainbow na trzy koncerty, podczas których wykonał najpopularniejsze utwory Rainbow i Deep Purple. DVD z ich zapisem ukazało się 18 listopada 2016. W kwietniu 2018 Rainbow w nowym składzie, wraz z wokalistą Ronniem Romeo, wydał nowy singiel „Waiting For a Sign”. Utwór wykonywany był podczas trasy Memories in Rock II.  W maju 2019 wydał kolejny singiel, pt. „The Storm”. Od czasu zakończenia europejskiej trasy koncertowej w 2019 roku, zespół pozostaje nieaktywny, choć oficjalnie nie został rozwiązany ani zawieszony.

## Dyskografia

### Deep Purple
- 1968: Shades of Deep Purple
- 1968: The Book of Taliesyn
- 1969: Deep Purple
- 1969: Concerto for Group and Orchestra (album koncertowy z udziałem orkiestry)
- 1970: Deep Purple in Rock
- 1971: Fireball
- 1972: Machine Head
- 1972: Made in Japan (album koncertowy)
- 1973: Who Do We Think We Are
- 1974: Burn
- 1974: Stormbringer
- 1976: Made in Europe (album koncertowy)
- 1980: In Concert 1970–1972 (album koncertowy)
- 1982: Live in London (album koncertowy)
- 1984: Perfect Strangers
- 1987: The House Of Blue Light
- 1988: Scandinavian Nights (album koncertowy)
- 1988: Nobody’s Perfect (album koncertowy)
- 1990: Slaves and Masters
- 1991: In the Absence of Pink – Knebworth 85 (album koncertowy)
- 1993: Singles A’s & B’s (kompilacja singli z lat 1968–1976)
- 1993: The Battle Rages On
- 1993: Gemini Suite Live (album koncertowy z udziałem orkiestry)
- 1993: Live in Japan (album koncertowy)
- 1994: Come Hell or High Water (album koncertowy)
- 2004: Live in Paris 1975 (album koncertowy)
- 2006: Live Across Europe (album koncertowy)

### Nagrania do 1968
- 1964: Tribute To Eddie (Heinz Burt)
- 1989: Rock Profile (Ritchie Blackmore)
- 1991: Rock Profile Vol. 2 (Ritchie Blackmore)
- 1991: The Derek Lawrence Sessions Take 1
- 1992: The Derek Lawrence Sessions Take 3
- 1994: Dreams Do Come True – The 45's Collection (Heinz Burt)
- 1994: Take It! Sessions 1963-1958 (Ritchie Blackmore)
- 2005: Getaway – Groups & Sessions (Ritchie Blackmore)

### Gościnne nagrania
- 1971: Green Bullfrog (Green Bulfrog)
- 1971: Hands Of Jack The Ripper (Screaming Lord Sutch & Heavy Friends)
- 1973: Hurry To The City (Randy Pie & Family, SP)
- 1974: I Survive (Adam Faith, „I Survive”)
- 1980: Humanesque (Jack Green, „I Call, No Answer”)
- 1990: The Earthquake Album (Rock Aid Armenia, „Smoke On The Water '90”)
- 1992: Caché Derriève (Laurent Voulzy, „Guitare héraut”)
- 1996: Twang! A Tribute To Hank Marvin & The Shadows („Apache”)
- 1996: All Right Now (Sweet, „All Right Now By Now”, nagranie koncertowe z 1976 r.)
- 1997: In A Metal Mood – No More Mr Nice Guy (Pat Boone, „Smoke On The Water”)
- 2003: Un Dein Roter Mund (Die Geyers, „Shepherd’s Walk”)

## Filmografia
| Tytuł                           | Rok  | Rola        | Uwagi                                          | Źródło |
| ------------------------------- | ---- | ----------- | ---------------------------------------------- | ------ |
| „In a Metal Mood”               | 1996 | jako on sam | film dokumentalny, reżyseria: Henning Lohner   | [ 7 ]  |
| „Heavy Metal: Louder Than Life” | 2006 | jako on sam | film dokumentalny, reżyseria: Dick Carruthers  | [ 8 ]  |
| „The Ritchie Blackmore Story”   | 2015 | jako on sam | film dokumentalny, reżyseria: Alan Ravenscroft | [ 9 ]  |